# KEMA Toren
KEMA Toren (deutsch KEMA-Turm) ist die Bezeichnung eines 149 Meter hohen Sendeturms in Arnhem, Niederlande. Der KEMA-Turm wurde 1969 von der KEMA errichtet, um zwischen Umspannwerken zu kommunizieren. Heute dient er der Verbreitung von Radio- und Fernsehprogrammen. Der Turm ist auch unter dem Namen TenneT Toren bekannt. Dieser Name stammt vom derzeitigen Eigentümer, dem Stromnetzbetreiber Tennet. Der Turm ist für Besucher nicht zugänglich.